# Ahmet Akgün Albayrak
Ahmet Akgün Albayrak (* 3. Februar 1932 in Bursa; † 16. Juni 2006 in Istanbul) war ein türkischer Politiker der Mutterlandspartei ANAP (Anavatan Partisi), der 1991 Staatsminister war.

## Leben
Albayrak war nach dem Schulbesuch als Manager und Unternehmer in der Privatwirtschaft tätig. 1983 gehörte er neben Turgut Özal zu den Mitgründern der Mutterlandspartei ANAP (Anavatan Partisi) und wurde für diese bei der Wahl vom 6. November 1983 zum Mitglied der Großen Nationalversammlung gewählt. Dieser gehörte er von der 17. bis zum Ende der 18. Legislaturperiode am 20. Oktober 1991 an.
Am 23. Juni 1991 wurde er von Ministerpräsident Mesut Yılmaz zum Staatsminister (Devlet Bakanı) in dessen erstes Kabinett berufen und gehörte diesem bis zum Ende der Amtszeit von Yılmaz am 20. November 1991 an. Er war verheiratet und Vater von fünf Kindern.